# Holotrichia rufus
Holotrichia rufus är en skalbaggsart som beskrevs av Gilbert John Arrow 1919. Holotrichia rufus ingår i släktet Holotrichia och familjen Melolonthidae. Inga underarter finns listade i Catalogue of Life.